# 2016年國際泳聯跳水大獎賽
2016年國際泳聯跳水大獎賽為第22屆國際泳聯跳水大獎賽，是一項由國際游泳聯合會主辦的國際性跳水系列比賽。本屆賽事共設有八個分站，比賽日期由2016年1月15日至11月6日。

## 分站舉辦地點
以下為國際泳聯公布的分站舉辦地點和日期：
| 分站   | 主辦國家 | 主辦城市 | 日期                     |
| ------ | -------- | -------- | ------------------------ |
| 第一站 | 西班牙   | 馬德里   | 2016年1月15日－1月17日   |
| 第二站 | 德国     | 羅斯托克 | 2016年1月29日－1月31日   |
| 第三站 | 波多黎各 | 圣胡安   | 2016年3月31日－4月3日    |
| 第四站 | 加拿大   | 加蒂諾   | 2016年4月7日－4月10日    |
| 第五站 | 義大利   | 博爾扎諾 | 2016年7月15日－7月17日   |
| 第六站 | 马来西亚 | 古晉     | 2016年10月21日－10月23日 |
| 第七站 |          | 黄金海岸 | 2016年10月27日－10月30日 |
| 第八站 | 新加坡   | 新加坡   | 2016年11月4日－11月6日   |